# Victoria Lines
Le Victoria Lines sono un sistema di fortificazioni che si snoda lungo un tratto di circa 12 chilometri, situato nella parte settentrionale dell'isola di Malta.
La struttura, edificata fra il 1875 ed il 1899, venne ideata per dividere il nord dell'isola dal più popolato sud e consentirne così una migliore difesa in caso di invasione nemica.

## Ubicazione
Il tracciato delle Victoria Lines segue per la sua maggior parte quello di una barriera geografica naturale nota come Great Fault, che va da Madilena ad est fino alle vicinanze di Rabat, nel centro dell'isola, passando a nord di Mdina, l'antica capitale del periodo arabo.

## Premesse storiche
Quando fu edificata dall'esercito britannico alla fine del XIX secolo, la linea difensiva fu progettata per presentare una barriera fisica a possibili forze di invasione ostili che sarebbero potute sbarcare nel nord dell'isola, e ridurre così la minaccia di una possibile occupazione dei porti militari posti nel sud, in particolare il porto grande nei pressi La Valletta. La posizione strategica di Malta l'aveva infatti resa un punto di fondamentale importanza per il mantenimento del predominio marittimo inglese nel Mediterraneo, maggiormente accresciuta dall'apertura nel 1869 del Canale di Suez, nel vicino Egitto.

## Costruzione
Per il 1870 la difesa costiera dell'isola di Malta era ritenuta sufficientemente sicura dalle autorità militari britanniche. Per assicurare le posizioni nell'interno venne deciso di utilizzare la barriera naturale della Great Fault, riprendendo un'idea già avuta in passato dai Cavalieri dell'Ordine di San Giovanni ma mai realizzata. Nel 1875 iniziò così la realizzazione di una serie di tre forti isolati lungo la faglia, Fort Binġemma, Fort Madalena e Fort Mosta, designati rispettivamente al presidio della parte occidentale, orientale e centrale del fronte. Le antiche fortificazioni di Mdina sarebbero state incluse nel progetto complessivo della linea difensiva.
Nonostante i forti fossero stati ideati con un duplice ruolo di difesa di terra e costiera, a causa della topografia nella parte settentrionale dell'isola rimanevano comunque ampie aree che non potevano essere adeguatamente coperte dai cannoni posizionate nelle piazzeforti principali; fu di conseguenza, fu deciso di costruire nuove postazioni difensive tra Fort Mosta e Fort Bingemma. Sul litorale orientale venne inoltre edificato Fort Pembroke, con lo scopo di controllare meglio la costa verso La Valletta. Fu inoltre progettata l'installazione di batterie di cannoni a Tarġa, Għargħur e San Ġwann, ma solo quest'ultime divenne effettivamente operativa.
Sebbene inizialmente concepite come una serie di fortezze scollegate fra loro, le fortificazioni furono infine collegate tra loro da una linea pressoché continua e l'intero complesso, ormai prossimo al completamento, fu battezzato Victoria Lines per commemorare il giubileo di diamante della regina Vittoria nel 1897. I lunghi tratti di linee di fanteria che collegano i vari punti di forza - costituiti per lo più da un semplice parapetto in muratura, alto in media 1,5 metri e posizionato lungo la cresta del crinale naturale su cui l'intera fortificazione era basata - furono ufficialmente completati il 6 novembre 1899.

## Utilizzo militare
I principali difetti insiti nella posizione difensiva erano gli ampi varchi lasciati alle sue estremità, dove la vallata scende verso la costa, spazi dai quali le eventuali forze nemiche avrebbero potuto aggirare l'intera linea difensiva. Particolarmente esposto in questo caso era il lato occidentale, dove fra Fort Bingemma ed il mare era lasciato uno spazio indifeso piuttosto considerevole. Venne pertanto suggerita la costruzione di ulteriori piazzamenti di rinforzo nella valle a sud di Bingemma, e perfino di utilizzare le abitazioni civili presenti nella zona come presidio armato.
Un ulteriore difetto della linea difensiva era la mancanza di sufficienti alloggi ed acquartieramenti per le truppe, nonostante alcune caserme aggiuntive furono aggiunte successivamente nelle vicinanze di Mtarfa.
Le esercitazioni di addestramento organizzate nel maggio 1900 mostrarono che le Victoria Lines avevano un valore difensivo alquanto dubbio. Ad eccezione dei forti costieri, già nel 1907 la difesa delle postazioni intermedie venne di fatto abbandonata.
Durante la Seconda guerra mondiale, in previsione di una possibile invasione di Malta da parte delle forze dell'Asse, le linee furono riabilitate e nuove postazioni di guardia vennero costruite sul percorso come eventuale seconda linea di difesa successiva alle difese costiere. Le postazioni della linea non vennero tuttavia coinvolte in azioni belliche.

## Stato attuale
Alcuni tratti del muro difensivo di collegamento fra i forti principali sono ancora percorribili ed in buono stato di conservazione. In alcuni punti, il terreno roccioso immediatamente dietro il parapetto è stato scavato per fornire una passerella o un percorso di pattuglia lungo la lunghezza della linea. Diverse valli interrompevano il tracciato della faglia naturale e, in tali punti, il proseguimento del perimetro difensivo era consentito solo mediante la costruzione di ponti in muratura poco profondi e difendibili, la maggior parte dei quali oggi non più visibile.
Fort Mosta e Fort Madalena sono ancora in uso da parte delle Forze armate maltesi, rispettivamente come deposito di munizioni e come centro di smistamento delle telecomunicazioni.
Nel 1998 il governo maltese ha proposto le Victoria Lines per l'ingresso nell'elenco dei siti patrimonio dell'umanità dell'UNESCO.
Più recentemente, è stata avanzata la proposta di un recupero dei tratti esistenti del muro difensivo e di un loro rilancio come principale sentiero dell'isola per l'escursionismo.